# Conura variegata
Conura variegata är en stekelart som först beskrevs av Fabricius 1804.  Conura variegata ingår i släktet Conura och familjen bredlårsteklar. Inga underarter finns listade i Catalogue of Life.